# Farol do Cabo Mondego
O Farol do Cabo Mondego, ou Farol Cabo Mondego, é um farol português que se localiza no Cabo Mondego, na freguesia de Quiaios, no Município de Figueira da Foz, no Distrito de Coimbra.
Trata-se de uma torre quadrangular branca, de alvenaria, com edifício anexo, tem 15 metros de altura. Lanterna branca, com varandim e cúpula vermelhos.
Está classificado como Imóvel de Interesse Municipal desde 2004.